# Municipio de Geneseo (condado de Cerro Gordo)
El municipio de Geneseo (en inglés: Geneseo Township) es un municipio ubicado en el condado de Cerro Gordo en el estado estadounidense de Iowa. En el año 2010 tenía una población de 1223 habitantes y una densidad poblacional de 13,12 personas por km².

## Geografía
El municipio de Geneseo se encuentra ubicado en las coordenadas 42°57′2″N 93°12′5″O / 42.95056, -93.20139. Según la Oficina del Censo de los Estados Unidos, el municipio tiene una superficie total de 93.19 km², de la cual 93,13 km² corresponden a tierra firme y (0,06 %) 0,06 km² es agua.

## Demografía
Según el censo de 2010, había 1223 personas residiendo en el municipio de Geneseo. La densidad de población era de 13,12 hab./km². De los 1223 habitantes, el municipio de Geneseo estaba compuesto por el 98,69 % blancos, el 0,08 % eran afroamericanos, el 0,08 % eran amerindios, el 0,08 % eran asiáticos, el 0,08 % eran de otras razas y el 0,98 % eran de una mezcla de razas. Del total de la población el 1,39 % eran hispanos o latinos de cualquier raza.